# Víkar

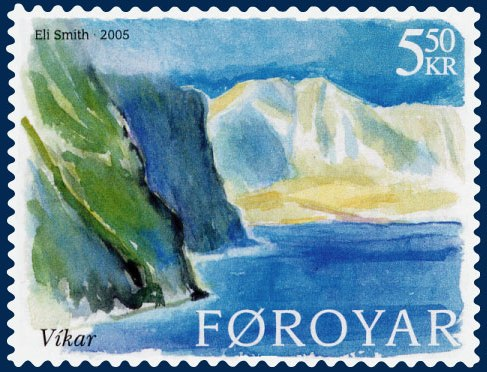
Víkar på ett färöisk frimärke.

Víkar är en övergiven by på ön Vagar i Färöarna. Ön grundades likt många andra som en Niðursetubygd på 1800-talet på grund av brist på utrymme för den växande befolkningen. Jorden tillhörde byn Gásadalur längre söderut och vägen dit finns fortfarande kvar. Trots att landskapet var både vackert samt mycket lämpligt för jordbruk var byn såpass isolerad från omvärlden att byn redan var avfolkat år 1910. Den delar därför samma öde som Slættanes som övergavs under samma period. De hus som fortfarande finns kvar används som fritidshus. 

Den färöiska politikern Rasmus Rasmussen (1880-1961) föddes här.